# Jyske Lov
Jyske Lov er en dansk lovbog kodificeret af Valdemar Sejr, der blev brugt som landskabslov for Nørrejylland, Hertugdømmet Slesvig samt Fyn; Slesvig dog undtaget de frisisk beboede Utlande, hvor frisisk ret gjaldt. 
De to andre landskabslove var Skånske Lov (ældst) og Sjællandske Lov (næstældst). Alle tre landskabslove blev i 1683 erstattet af Christian 5.s Danske Lov. I hertugdømmet Slesvig var Jyske Lov dog gældende indtil 1. januar 1900, da den tyske Bürgerliches Gesetzbuch trådte i kraft. Enkelte af Jyske Lovs bestemmelser er fortsat gældende i Sydslesvig.
Loven blev givet i Vordingborg på en rigsforsamling i marts 1241. I 1590 udstedte regeringen en revideret udgave af loven, der indeholdt en opdatering af sproget og en justering af flere af lovens bestemmelser.
Det er omdiskuteret, hvorvidt loven var Jyllands lov eller om den fandt anvendelse i hele Danmark. Loven bliver normalt anset for at være blevet skrevet som landskabslov og således alene gældende for det jyske (og fynske) område.

## Fortale
Jyske Lov er den eneste af landskabslovene, der har en fortale. Fortalen kan – ifølge Kolding Nielsen – skyldes Jyske Lovs sandsynlige funktion som rigslov. Den er stærkt inspireret af kanonisk ret. Ydermere tager Jyske Lov mange af sine sætninger fra de kirkelige kilder. En stor del af det lånte stof kan føres helt tilbage til en spansk kirkefader; Isidor af Sevilla (ca. 560-636).
Dr. jur. Stig Iuul skriver i 1942 i Lov og Ret i Danmark: [D]et taler til ære for dansk retskultur i middelalderen, at det smukke billede af det ideale samfund, som fortalen giver, har kunnet finde sin plads i dansk ret på en så afgørende måde, at det af eftertiden føltes som udtryk for national dansk retsopfattelse. En sådan national dansk opfattelse var der dog ikke tale om, da fortalen mestendels er lånt stof.
Fortalen tilskrives normalt biskop Gunner af Viborg, der også var til stede ved stadfæstelsen. Denne opfattelse bygger især på skrifter af munken fra Øm. En årsag til, at Jyske Lov blev forsynet med en fortale kan være, at biskopper og stormænd frygtede, at kongen ville tillage sig for meget magt.
Det ældste bevarede håndskrift, som viser Jyske Lovs fortale, er dateret til omkring 1280 og er skrevet af Thomas G.
| Citat | Med lov skal land bygges, men ville enhver nøjes med sit eget og lade andre nyde samme ret, da behøvede man ikke nogen lov. Men ingen lov er jævngod at følge som sandheden, men hvor man er i tvivl om, hvad der er sandhed, der skal loven vise sandheden. Var der ikke lov i landet, da havde den mest, som kunne tilegne sig mest. Derfor skal loven gøres efter alles tarv, at retsindige og fredsommelige og sagesløse kan nyde deres fred, og uretfærdige og onde kan ræddes for det, der er skrevet i loven, og derfor ikke tør fuldbyrde den ondskab, som de har i sinde. Det er også rigtigt, dersom nogen ikke af frygt for Gud og kærlighed til retten kan lokkes til det gode, at frygten for øvrigheden og landets straffelov da kan hindre dem i at gøre ilde og straffe dem, hvis de gør det. Loven skal være ærlig og retfærdig, tålelig, efter landets sædvane, passende og nyttig og tydelig, så at alle kan vide og forstå, hvad loven siger. Loven skal ikke gøres eller skrives til nogen mands særlige fordel, men efter alle deres tarv, som bor i landet. Heller ikke skal nogen mand dømme mod den lov, som kongen giver, og landet vedtager; men efter den lov skal landet dømmes og styres. Den lov, som kongen giver, og landet vedtager, den kan han heller ikke ændre eller ophæve uden landets vilje, medmindre han åbenbart handler mod Gud. Det er kongens og landets høvdingers embede at overvåge domme og gøre ret og frelse dem, der tvinges med vold, såsom enker og værgeløse, børn, pilgrimme og udlændinge og fattige - dem overgår der tiest vold - og ikke lade slette mennesker, der ikke vil forbedre sig, leve i sit land; thi idet han straffer og dræber ugerningsmænd, da er han Guds tjener og landets vogter. Thi ligesom den hellige kirke styres af pave og biskop, således skal hvert land styres og værges af kongen eller hans embedsmænd. Derfor er også alle, der bor i hans land, skyldige at være ham hørige og lydige og underdanige, og til gengæld er han skyldig at give dem alle fred. Det skal alle verdslige høvdinger også vide, at med den magt, Gud gav dem i hænde i denne verden, overdrog han dem også at værge sin hellige kirke mod alle krav. Men bliver de glemsomme eller partiske og ikke værger, som ret er, da skal de på Dommens dag stå til ansvar, hvis kirkens frihed og landets fred mindskes ved deres skyld i deres tid. Vide skal alle, der ser denne bog, at kong Valdemar, den anden søn af Valdemar, der var Sankt Knuds søn, da han havde været konge i ni og tredive vintre, og der var gået tusind og to hundrede og fyrretyve vintre, efter at Vor Herre var født, i den næstfølgende marts måned lod skrive denne bog og gav denne lov, som her står skrevet på dansk, i Vordingborg med samtykke af sine sønner, der var til stede, kong Erik, hertug Abel og junker Christoffer og Uffe, der da var ærkebiskop i Lund, og biskop Niels i Rodkilde, biskop Iver i Fyn, biskop Peder i Århus, biskop Gunner i Ribe, biskop Gunner i Viborg, biskop Jens i Vensyssel og biskop Jens i Hedeby og desuden med samtykke af alle de bedste mænd, der er i hans rige | Citat |
| .     | |       |

## Historie
Saxo fortæller i sit værk Gesta Danorum fra omkring 1200 om de danske kongers forsøg på at lovgive. Indskrivningen af lovregler på papir og stentavler kendes allerede fra Oldpersien og den Romerske republik. Et af de tidligste eksempler på dansk lovgivning var Vederloven, der fastsatte regler for kongens personlige hær, også kaldet hirden, fra omkring 1180.
Samtidige kilder omtalte loven som "Lex Danorum" eller "Lex Dania", der kan oversættes til Lov på dansk/Danernes Lov/Danske Lov/Lov for Danerne, så loven har ifølge nogle historikere været gældende for hele kongeriget og erstattede Skånske- og Sjællandske Lov. Tilhængere af denne teori mener, at da Valdemar Sejrs sønner kæmpede om magten efter hans død, valgte Skåne og Sjælland under den efterfølgende forvirring at gå tilbage til deres gamle love, mens Fyn og Jylland, hvor der ikke tidligere var formuleret nogen lov, forsatte under Valdemar Sejrs, som første gang benævnes Jyske Lov i et håndskrift fra 1325.
Jyske Lov er den eneste af landskabslovene, der er dateret, men på baggrund af indholdet i lovbøgerne anses Jyske Lov at være den yngste. Jyske Lov er dateret år 1241. Lovbogens forfatter(e) kendes ikke, dog er det sandsynligt, at fortalen er skrevet af biskop Gunner af Viborg.
I hertugdømmet Slesvig bevarede Jyske lov sin status som gældende ret, indtil den tyske Bürgerliches Gesetzbuch trådte i kraft den 1. januar 1900. Herefter har kun enkelte af lovens bestemmelser haft gyldighed, dels i den tyske del af det tidligere hertugdømme Slesvig og dels i den danske del, det nuværende Sønderjylland. I Slesvig-Holsten har domstolene i en sag i 1980'erne henvist til lovens principper i forbindelse med afgørelsen af en arvesag. Det samme gælder i en sag mellem delstaten Slesvig-Holsten og forbundsrepublikken Tyskland om ejendomsretten til et stykke jord, som var opstået ved tilsanding. Lovens bestemmelse om strandret er i princippet fortsat gældende i Sønderjylland. Bestemmelsen om, at danefæ tilhører kongen (dvs. staten) som gælder i Danmark, er også gældende i Sydslesvig i modsætning til i resten af Tyskland, hvor en sådan bestemmelse ikke kendes.
Loven skal ses i sammenhæng med den europæiske retstradition, som siden 1100-tallet havde bevæget sig i retning af en større sammenskrivning af gældende sædvaner, kaldet kodificering. Tradition påskyndedes af den katolske kirke.

## Form
Foruden fortalen består Jyske Lov af tre bøger. Jyske Lov er detaljeret og på højde med andre af samtidens europæiske love. Desuden er Jyske Lovs bestemmelser udførlige, ganske i overensstemmelse med den fremherskende kasuistiske retsopfattelse. Der var tale om en sammenskrivning af løsningen på en række vigtige samfundsmæssige problemer, som før nedskrivningen var gældende i form af sædvane og tradition. Lovbogen indførte bevisførelse og vidneførsel i stedet for blodhævn og muligheden for at sværge sig fri.

## Brug af loven som rigslov
Jyske Lov anses af de fleste retshistorikere som en landskabslov, d.v.s. alene gældende for en del af riget.
Nogle historikere har imidlertid hævdet det synspunkt, at Jyske Lov var gældende i hele riget. Denne tolkning er især vundet frem efter at direktør for det Kongelige Bibliotek Erland Kolding Nielsen, der i 2013 offentliggjorde sine undersøgelser af de tidligste historiske kilder. Bl.a. det faktum, at kun to ud af 16 håndskrifter fra før 1400 omtaler den som gældende for Jylland (og tilstødende lande), og disse to kun har nedskrevet fortalen og sat den foran Sjællandske Lov og oplyser, at indledningen er taget fra "iutæ" lov. Derimod omtaler fire håndskrifter den som danernes lov/danske lov.
Desuden har loven en særstatus ift. Sjællandske og Skånske Lov i alle håndfæstninger frem til 1376 samt overleveringen af Erik Klippings (af 29. juli 1282), der indeholder et krav om overholdelse af "kong Valdemars love" udstedt i hans "lovbøger", hvilket klart henviser til love af 1241. Originalen af Erik Klippings håndfæstning er ikke bevaret, men af afskrifterne optræder 1241-loven i 11, både 1241-loven og Sjællandske Lov i 2 og ét enkelt omtaler kun Sjællandske Lov. Ditlev Tamm påpegede dog i en større undersøgelse af Kolding Nielsens teorier, at hans tolkning er blevet afvist af de fleste historikere, da der tales om love i flertal.
Omdateringen af Codex Holmiensis til før 1276 (se længere nede i artiklen) spiller også en rolle i denne teori, da dette – nu ældste – afskrift ikke omtaler loven som gældende for Jylland.
Den ældre del af Sjællandske Krønike fra anden halvdel af det 12. århundrede omtaler lovens vedtagelse således "… udstedte kong Valdemar […] den Danske lov og lod den nedskrive i en dansk bog, hvilken bog begynder således: Mæth logh scal man land büggiæ". Den omtales tydeligvis som rigslov, og det ses tydeligt, at forfatteren må have et godt kendskab til loven, da han kan citere den første linje. Lignende omtaler af loven som "danske/danernes lov" ses også i Ribeårbogen (1323), Jyske Krønike (1340), Bisp Gunner af Viborgs levned (1280).
Ifølge lektor, Ph.d. Helle Vogt er er ikke belæg i kilderne for teorien om Jyske Lov som rigslov. Professor, dr.jur. et dr.phil. Ditlev Tamm gennemgik grundigt Kolding Nielsens teorier i tidsskriftet Skalk, og mente, at hans beviser var flertydige og overfortolkede, og at hans opdagelse ikke beviser noget nyt. Ditlev Tamm påpegede, at omtalen af "danske lov" blot kan dække over, at loven er skrevet på dansk eller givet til danskerne, at ingen af disse beviser er samtidige, og at der ikke findes bevis for lovens anvendelse uden for Jylland. Samtidig eksisterer der heller ingen kilder, der omtaler lovens udstedelse, som ikke har selve loven som kilde.

### Diskussioner om emnet
Den første, der påpegede Jyske Lov som en mulig rigslov, var rigskansler Arild Huitfeldt, der skriver dette: "samme Judske Lowbog bleff forordnet offuer alt Riget at brugis", men hans teori blev hurtigt forkastet. De næste betydningsfulde argumenter for teorien kom første ved jubilæet i 1991, og diskussionerne kulminerede med historiker Per Andersens omfattende bevisførelse i 2005 på baggrund af Jacob Riis' omdatering af ét af de vigtigste kodekser (Codex Holmiensis), der ikke omtalte den som "jysk" lov. Som førnævnt stillede især lektor Ph.d. Helle Vogt og professor, dr. jur. et phil. Ditlev Tamm kraftigt spørgsmålstegn ved Kolding Nielsens omfattende bevisførelse fra juni 2013 med henvisninger til, at ovennævnte kilder er mangelfulde og ikke danner et præcist billede og endda kan være mis- og overfortolket.

## Codex Holmiensis
Det ældst kendte håndskrift af Jyske Lov er Codex Holmiensis fra det 13. århundrede.
Håndskriftet blev i 1933 af Peter Skautrup dateret til ca. 1350, og blev derfor afvist som forlæg for senere afskrivninger, selvom det "vistnok [var] afskrevet efter et betydningsfuldt ældre håndskrift". Håndskriftet blev derfor ignoreret af forskningen, indtil historikeren Thomas Riis i sin disputats Les institutions politiques centrales du Danemark 1100-1332 med sikkerhed kunne datere det til før 1276. Professor Peder Skyum-Nielsen bekræftede og underbyggede også denne datering, der betød, at dette håndskrift skiftede status fra at være en yngre afskrift til at være det ældste eksemplar af Jyske Lov. Det har senere vist sig, at dette eksemplar oprindeligt var kancelliets og måske kan være originalen fra 1241.
Dette håndskrift blev opbevaret på Kungliga biblioteket i Stockholm indtil den 30. marts 2011, da Danmark fik det tilbage i bytte for kong Magnus Eriksson Smeks Södermannalagen fra det 14. århundrede. Hvordan det oprindeligt kom til Sverige vides ikke; det nævnes som værende opbevaret i dette bibliotek i 1783, men Thomas Riis har ud fra ejermærker kunnet spore håndskriftet tilbage til rigsråd Christian Rønnow (død 1486). Da Christian Hardenbergs (1567-1600) initialer er præget på bindet, er håndskriftet formentlig overgået til Rønnows søn Marquard Rønnows sønnedatter Anne, som i 1561 ægtede Erik Hardenberg (død 1604), Christian Hardenbergs fader. Derefter dukker håndskriftet op hos biskop Christian Muus, der antagedes at have ejet det til sin død i 1717.

## Jyske Lov og Danske Lov
Jyske Lov var gældende fra 1241 til 1683. I 1683 blev Jyske Lov afløst af Danske lov. Udarbejdelsen af Danske Lov (DL) var langvarig: den strakte sig over årtier og såvel Frederik 3.s som Christian 5.s regeringstid. Alligevel er ca. 2/3 af Danske Lovs overført fra den tidligere Jyske Lov. Ligesom Jyske Lov indledes DL med en fortale; fortalen til DL betegnes Kongens fortale.